# Schneealpe
Schneealpe je vápencový masiv v Severních vápencových Alpách, v pohoří Mürzstegské Alpy na hranici Štýrska a Dolního Rakouska. Nejvyšším bodem je Windberg (1903 m n. m.) Mezi další vrcholy patří Ameisbühel (jindy zvaný Amaißbichl, 1828 m n. m., na východě, na hranici Štýrska a Dolního Rakouska)., Schönhaltereck (1860 m n. m., západně od vrcholu Windberg) a Donnerwand (1799 m n. m., v severozápadní části).
Hraniční obce v údolích jsou Hinternaßwald v severovýchodní části, Altenberg an der Rax na východě, Kapellen a Neuberg an der Mürz na jihu, Mürzsteg a Frein an der Mürz na západě. Zalesněné hory a kopce severně od Schneealpe nejsou osídleny.
Na náhorní plošině se ve výšce 1780 m n. m. nachází chata Schneealpenhaus a několik dalších pasteveckých chat v okolí. Na západním okraji plošiny se nachází další útočiště Alpského klubu, chata Hinteralmhaus. V severní části je prameniště řeky Studené Mürzi. Schneealpe patří spolu s pohořím Rax a Schneeberg k povodí I. vídeňského pramenného vodovodu (I. Wiener Hochquellenwasserleitung). Pitná voda je vedena tunelem Schneealpen, postaveným v letech 1965 a 1968 městem Vídeň, do Hinternaßwaldu.

## Horské chaty
- Schneealpenhaus
- Chata Michlbauer
- Lurgbauerova chata
- Neubergerhütte
- Hinteralmhaus